# ريتشارد باريت (دبلوماسي)
ريتشارد باريت (بالإنجليزية: Richard Barrett)‏ هو دبلوماسي بريطاني، ولد في 14 يونيو 1949.